# Michael V. Dougherty
Michael Vincent Dougherty (* 25. Januar 1973) ist ein US-amerikanischer Philosoph.

## Leben
Er erwarb den B.A. am Thomas More College of Liberal Arts (1995), den M.A. an der Catholic University of America (Pistis and recurrent truth in Aristotle 1997) und den Ph.D. an der Marquette University (St. Thomas Aquinas and the self-evident proposition. A study of the manifold senses of a medieval concept 2003). Er trat 2003 der Philosophischen Fakultät der Ohio Dominican University (Professor & Sr. Ruth Caspar Chair in Philosophy) bei. 
Seine Forschungsinteressen umfassen die Geschichte der Philosophie, moralische Dilemmata und Forschungsethik.

## Schriften (Auswahl)
- Hg.: Pico della Mirandola. New essays. Cambridge 2008, ISBN 3-924151-09-1.
- Moral dilemmas in medieval thought. From Gratian to Aquinas. Cambridge 2011, ISBN 1-107-00707-0.
- Hg.: Aquinas's disputed questions on evil. A critical guide. Cambridge 2016, ISBN 978-1-107-04434-0.
- Correcting the scholarly record for research integrity. In the aftermath of plagiarism. Cham 2018, ISBN 3-319-99434-4.
- Disguised academic plagiarism. A typology and case studies for researchers and editors. Cham 2020, ISBN 978-3-030-46710-4.
- New Techniques for Proving Plagiarism: Case Studies from the Sacred Disciplines at the Pontifical Gregorian University. Leiden 2024, ISBN 978-90-04-69985-4